# Giorgia Passeri
Giorgia Passeri (Roma, 22 ottobre 1963) è una conduttrice televisiva italiana.

## Biografia
È laureata in filosofia ed attualmente svolge attività di autrice, scrittrice e continua ad occuparsi di teatro come regista. 
Inizia la carriera nel mondo dello spettacolo recitando in ambito teatrale, per poi passare nel 1984 alla conduzione del contenitore per ragazzi Ciao Ciao su Rete 4. Successivamente, nel 1988, diviene la conduttrice di Big!, trasmesso su Rai 1 nella stessa fascia oraria del programma della concorrenza Bim Bum Bam.
Terminata l'esperienza di Big! le viene proposto un ruolo in Non è la RAI, relativo alla gestione dell'angolo della posta, ma la conduttrice decide di rifiutarlo in quanto non in linea con il suo stile di conduzione. Abbandonata la televisione, anche a causa della sopraggiunta maternità, torna successivamente a lavorare come attrice e nella regia teatrale. 
Ha ricoperto l'incarico di Collaboratore Artistico presso il Teatro Agorà 80 a Roma.

## Televisione
- Ciao Ciao (Rete 4, 1984-1988)
- Big! (Rai 1, 1988-1991)
- La Banda dello Zecchino (Rai 1, 1993)